# Afzal Chan Chattak
Afzal Chan Chattak (ur. 1661/1663, zm. 1747/1748) – wódz plemienia Pasztunów i poeta afgański. Był synem Aszrafa Chana, wnukiem poety Chuszchala Chana Chattaka i bratankiem tłumacza Gulistanu Sadiego, Abdulghadera Chana Chattaka. Jest autorem dzieła Tarikh-e-morassa.